# Helen Hayes (femme politique)
Pour les articles homonymes, voir Hayes.
Helen Elizabeth Hayes, née le 8 août 1974 à Liverpool est une femme politique britannique du parti travailliste, qui est députée pour Dulwich et West Norwood depuis 2015.

## Jeunesse
Hayes fréquente la Ormskirk Grammar School, une école secondaire polyvalente basée à Ormskirk, près de Liverpool dans le nord-ouest de l'Angleterre. Elle est étudiante au Balliol College d'Oxford.
Après l'université, Hayes travaille comme urbaniste. Elle devient associée directrice de sa propre société d'urbanisme, Urban Practitioners, avant de devenir associée au cabinet d'architecture de Londres Allies and Morrison.
Hayes est membre agréée du Royal Town Planning Institute, membre du King's College Hospital NHS Foundation Trust et est également administrateur de la galerie d'art contemporaine Turner à Margate.

## Carrière politique
Avant d'être élue députée, Hayes est conseillère du quartier du Collège du Conseil de Southwark en 2010  et en 2014 . À la suite de son élection en tant que députée en mai 2015, elle conserve les deux postes pendant 10 mois avant de démissionner de son poste de conseillère en mars 2016 pour se concentrer sur ses fonctions parlementaires.
Hayes siège au Comité du logement, des communautés et des gouvernements locaux depuis juillet 2015 .
Elle soutient Remain lors du référendum de l'UE en juin 2016 et vote contre le déclenchement de l'article 50 en février 2017.
Elle signe une série de motions de début de journée au Parlement depuis son élection. Celles-ci vont de l'appel au gouvernement à mieux protéger et soutenir les droits des transgenres et à l'adoption d'une approche de santé publique de la politique en matière de drogues au Royaume-Uni.
À la suite de l'élection de Keir Starmer comme leader travailliste, elle est promue ministre de l'ombre pour le bureau du Cabinet en avril 2020. Hayes démissionne de son poste de ministre fantôme le 30 décembre 2020 afin de s'abstenir sur le futur accord commercial entre le Royaume-Uni et l'UE.

## Vie privée
Hayes est mariée à Ben Jupp; le couple a deux enfants. Sa belle-sœur est Rachel Jupp, rédactrice en chef de la série d'actualités de la BBC, Panorama.